# الجلتين (بني سعد)

تعديل مصدري - تعديل

الجلتين هي إحدى قرى عزلة الطويل بمديرية بني سعد التابعة لمحافظة المحويت، بلغ تعداد سكانها 289 نسمة حسب تعداد اليمن لعام 2004.